# Macintosh II (serie)
La serie di computer Macintosh II fu progettata per il mercato professionale; il primo modello venne presentato del 1987. Era dotata delle migliori tecnologie allora disponibili ed era progettata per essere espandibile in modo da poter soddisfare le esigenze più svariate. Era caratterizza da un costo notevolmente superiore a quello dei modelli precedenti e si è sempre distinta per il costo elevato. È significativo che il più costoso Macintosh mai prodotto, il Macintosh IIfx, appartenga a questa serie. La serie II venne dismessa nel 1993 e sostituita dalla serie Quadra.

## Lista Modelli
- Motorola 68020
  - Macintosh II (1987)
- Motorola 68030
  - Macintosh IIx (1988)
  - Macintosh IIcx (1989)
  - Macintosh IIci (1989)
  - Macintosh IIfx (1990)
  - Macintosh IIsi (1990)
  - Macintosh IIvi (1992)
  - Macintosh IIvx (1992)